# ハタメタルワークス
株式会社ハタメタルワークスは、大阪府東大阪市高井田に本拠を置く銅加工・金属加工を行う企業。

## 概要
1935年（昭和10年）創業、旧社名は畑鉄工。当初は鉄道会社向けの車両部品ブローカーであった。1988年（昭和63年）設立。「ものづくりの街」で知られる東大阪市に本拠を置く産業用電池や電源装置、配電盤、車輛機器に使用する銅加工の老舗企業。2代目の頃に電池メーカーと取引を始め、電池部品の製造業者が少なかったため自社製造を手がけるようになる。
その後、最新設備の導入や自社内にて簡易金型を作成し生産コストの抑制を図るなどの創意工夫により、費用対効果を高めた顧客への提案を可能とし、短納期かつ小ロットの銅加工というニッチな分野で業績を伸ばしたことや、ユニークな働き方改革などでメディアに注目された。

## 事業内容
車両用各種電気部品・電気接点・接点ロー付・シャントワイヤー・鉄、非鉄合金加工品・車両用電気消耗部品一式・銅ブスバー加工一式（横曲げ含む）。

### 加工技術
加工技術としてはプレス加工のほか、NC工作機械「マシニングセンター」を用いる「マシニング加工」及び熱ではなく水を用いる「ウォータージェット加工」技術を有する。

### 短納期小ロットの銅加工
現在の代表・三代目畑敬三は1975年、業績悪化のため後継すべきかどうかを迷いながら引き継いだものの、同時期に取引先の環境の変化に遭遇し、受注を半減させる。この際に、"短納期小ロット"の銅加工での需要を見出し、製品の素材を銅に絞り、短期間での納入と生産数を柔軟に対応できるように工場のシステムを変更。商社で培ったノウハウを生かし、競合他社が多くメリットも少ない"大量生産"との差別化を図った。"短納期小ロット"に特化し、最新の機械の導入で生産性を上げ、各工程でのチェック機能を増強。さらに他社に先駆け、2004年11月に、環境マネジメントシステムに関する国際規格ISO14001の認証を取得するなど環境保全にも注力、社会的信頼性を高めた。

### 働き方改革
2009年には「全員の仕事が終わったら帰っていい」という、ユニークな『早上がり制度』を導入。生産性を向上させた。通常の就業時間は9-18時であるものを、社員全員が一緒に仕事を終えることを原則とする『早上がり制度』により、社員の仕事を効率よくこなそうとの意識や自主性が高まり、短納期での対応も可能となり、取引先を増やす。同社の取引先は2008年比で15倍の150社、売上は倍増の9億8000万円となったが、1人当たりの就業時間は逆に4割減となり年間1700時間を実現した。さらには男性の育児休業制度の導入も行った。

## 沿革
- 1935年（昭和10年） - 6月、畑鉄工として創業 [1]。
- 1988年（昭和63年） - 10月、設立[1]。
- 2009年（平成21年） - 『早上がり制度』を導入[8]。
- 2016年（平成28年） - 銅加工.COMを運用開始。
- 2022年（令和4年）
  - 5月27日、大阪府より経営革新計画の認定を受ける[10]。
  - 8月、東大阪市内で本社を移転。ウォータージェット加工機「アブレシブジェットカッター」（スギノマシン）を導入。設備の充実を図る。同時に社名を「畑鉄工」から現在の「ハタメタルワークス」に変更[11]。
  - 11月10日、地域未来投資促進法に基づき、地域経済牽引事業計画を大阪府に承認される[12]。
- 2023年 - 4月10日、プロバスケットボールチーム大阪エヴェッサのゴールドパートナーとなる[13]。
- 2024年 - 9月20日、「健康宣言」を行い『健康宣言の証』（全国健康保険協会）を取得[14]。

## CSR
SDGsに関する取り組みの一環として、スポーツを通して地域の活性化に繋がる貢献活動に取り組む。2023年、プロバスケットボールチーム大阪エヴェッサのゴールドパートナーとなる。大阪エヴェッサを通じ、東大阪市の小学校10校へバスケットボールを20球寄贈。

## メディア出演

### YouTube
【BS11】『For JAPAN -日本の未来がココに-』 

16回
17回
18回
25回
26回
43回
44回
45回
49回
50回
50回
【AbemaTV】『For JAPAN-日本を経営せよ-』 

5回
6回
7回
8回
9回
10回
11回
12回
17回
18回
19回

### その他
- 2023年6月 - 『経済界』8月号
- 『日経トップリーダー』　2023年9月号
- 2023年12月 - ビズヒント 第81回 成長企業 社長が考えていること
- 2024年版 『煌めくオンリーワン企業』（浪速社）
- 2024年5月1日『ウォーカープラス』 - 「経営改革で年商1.5億円→10億円目前へ！」[16]
- 2024年7月13日『大阪日日新聞』 - 「早上がり制度」について[17]。
- 2024年10月4日『@人事ONLINE』 - 同社の取り組みについて「早上がり制度」[18]。
- 2024年10月15日『NET MONEY』 - 事業の変遷、過去の問題点、展望などを語る[19]。
- 2024年10月16日『GOOD JOB STORY』  - 同社の歩み、銅へのこだわり、モノづくりについて語る[20]。
- 2024年11月3日『日刊ゲンダイ』 - 銅の専門家として銅の窃盗事件、銅の意外な用途、抗菌作用などについて解説[21]。